# 草山行館
草山行館，是位於臺灣臺北市北投區湖山里、陽明山上的蔣公行館，原是中華民國總統蔣中正在士林官邸完成前入住，後作為蔣家避暑使用，2007年遭縱火毀去，2010年重建完成，今列為台北市歷史建築。

## 建築
從陽明山國家公園第一停車場旁一條小徑向下走約五十公尺，即可見到草山行館。該館在1920年代，原作為溫泉別墅的台灣糖業株式會社招待所。地號是北投湖山段三小段二二七、二三五號。
行館外牆大塊岩石的立面是戰後時期所建，為安山岩疊砌。五百四十九總坪中，主房占地一百五十坪。館內有中庭、露台、川堂、大廳、會客室、書房、臥室、主臥室、起居室、客房、廚房。第一進，為侍衛加蓋的石造西式房舍。約卅來坪的客廳設有壁爐，另一側窗外是一個池塘。內部私人空間規劃與士林官邸極為類似，蔣氏夫婦兩人各一間臥室、浴室，以避免因生活作息不同而互相干擾。比起男主人浴室，女主人浴室較大還有歐式線條的梳妝台。內牆施工是竹子、麻繩編結，抹上混雜著稻穀、稻桿泥土，並用白灰打白。內部原為日式木板地板，現已改成大理石地板。臥室、客廳裝有大片落地窗，能望見天然景觀。在此能鳥瞰淡水河與基隆河交會口及關渡平原，右望觀音山，左看四獸山、遠眺林口台地。
附近有一幢供孔令俊上山時使用的客室，其餘的就是侍衛房、員工宿舍等。

## 歷史

### 入住

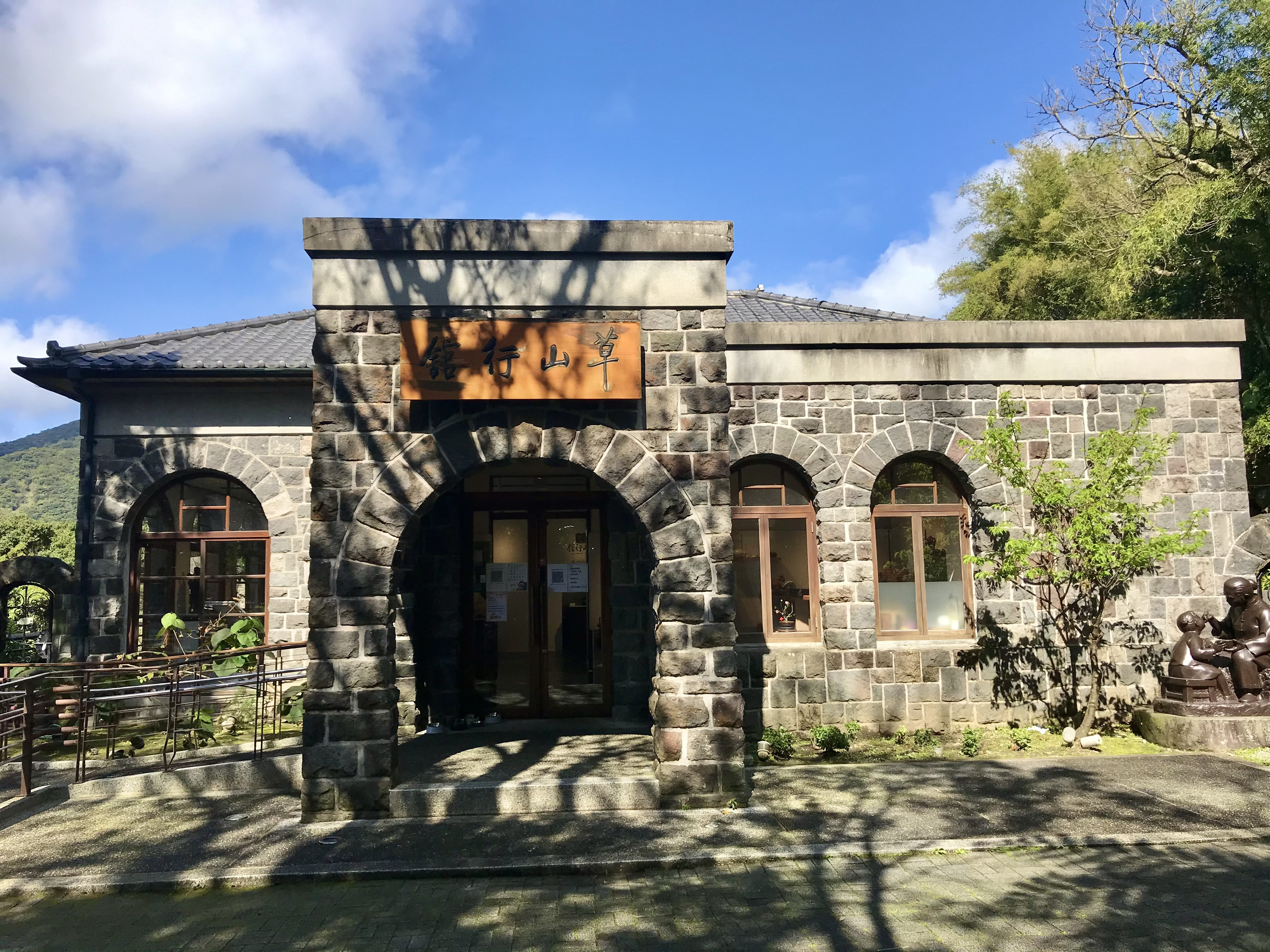
行館正門

1949年時，原住於草山第二賓館的蔣中正散步時，發現草山行館，喜歡其清幽的環境。10月，蔣中正擇定此處為住所，此期間許多國家重大政策都在這內決定。也因居於此，被中共宣傳「落草為寇」。
為讓蔣中正入住，原擔任職台灣總督府建設廳技術員的李重耀以一年帶領工人改造，設計時僅保留其中幾間純日式房間，其他房間則將疊蓆換成木地板，將主臥室以及會客室的空間加大。通道似一個小迷宮，據說係考慮兼具安全功能。木工施作為錦昇記營造廠，當時是臺北著名的土木商。
1950年1月，宋美齡到臺灣，入住草山行館。該年2月農曆除夕，蔣家在此吃年夜飯。擔任文職書記隨從的蔣良順記得公館其中一條內規是，除侍奉飲食起居的指定副官外，其他工作人員一概不准隨便讓總統碰見。
蔣家入住不久，官邸副官找來之前整修的李重耀，說此房子每到夜晚十二點以後都有怪聲，要大家一起檢查。李重耀上屋頂後，才發現是窗框木壓條和玻璃間隙，而陽明山的冬風又強勁。這時，也上去檢查的隨扈命令李重耀先下來，因他們擔心李重耀會放藉機放危險物品在上面。
為維護元首安全，隨行憲兵在官邸以石塊蓋起隨扈宿舍、租下巷口的民宅作為官邸收發與會客室、附近佈置空軍防砲210-1連、與盧毓駿設計的臺灣首座防核爆掩體。行館山壁有高約為一點七公尺、寬度可容許二人並走的密道，深度超過廿公尺。

### 避暑

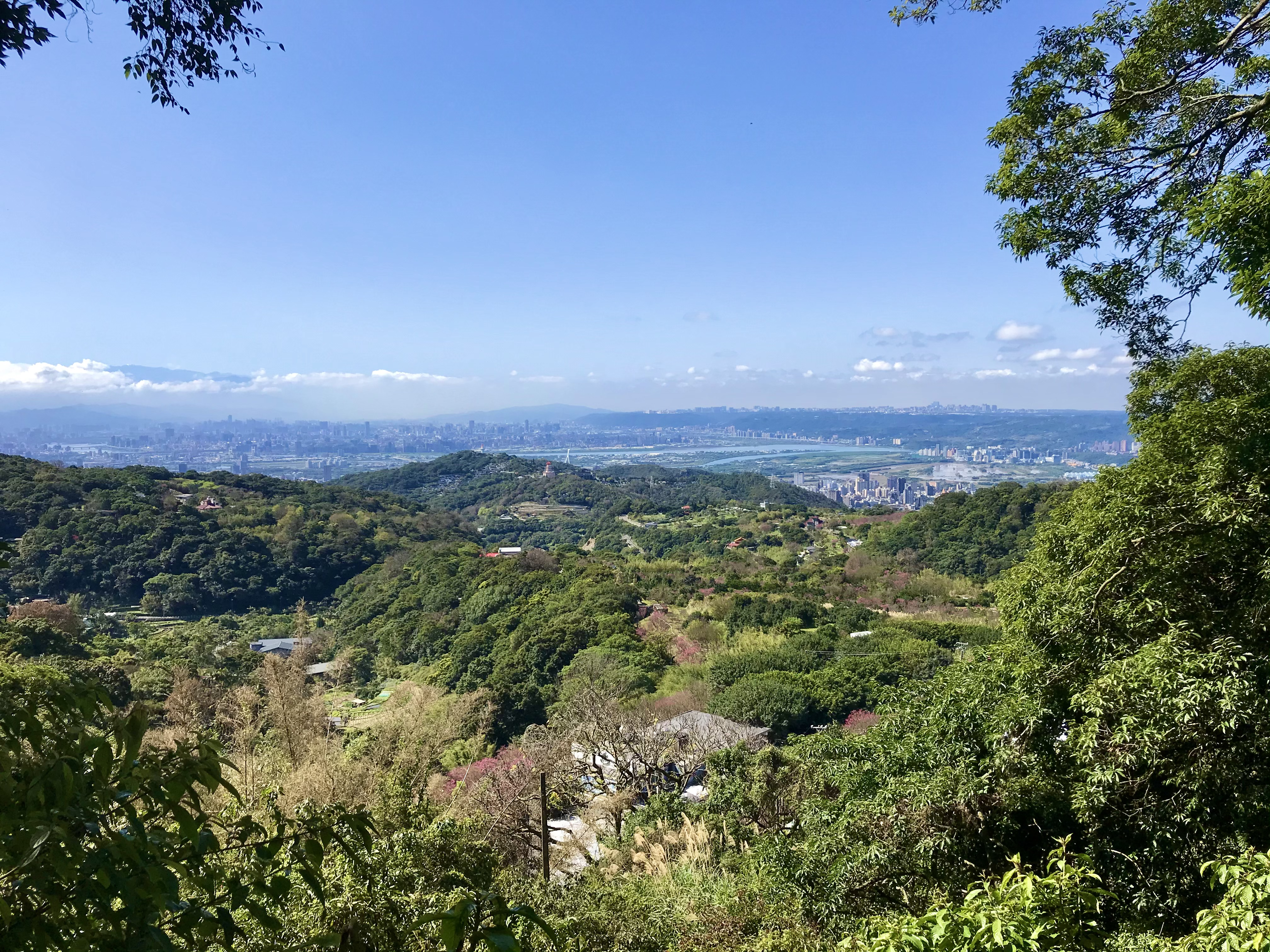
館前風景

1950年5月，士林官邸完工後，蔣中正夫婦下山遷居士林官邸。曾任總統機要秘書的楚崧秋表示，老總統因西安事變受背傷，難以用冷氣，故每年6月會到草山行館居住，至雙十節前10月5日下山。陽明山有一度臨街路不得蓋民房、不讓任何窗戶緊鄰馬路。據1956年派到陽明山管理局、擔任總統特勤的莊春水講述，當時進陽明山公園只有一條路，總統避暑期間上下山時，要先管制其他車輛停在路邊，好等總統車隊經過。
世居當地湖山里的李秋霞回憶，當總統在夏季入住時，軍用卡車就會戴著士兵進駐，槍、砲等兵器也會拉上山設防。因進駐的士兵會隨行背著被舖，被當地人戲稱「棉被兵」。這段期間，附近居民夜半要集合，由武裝憲警點名清查，以防外地陌生人混入。
作為臺灣蔣公行館中，此行館使用率最高。1952年就擔任官邸雇員的方雲鶴在著作《我的回顧》，描寫蔣中正會在五十二公顷的陽明公園散步，由他們陪伴負責安全。方雲鶴介紹說由於蔣經國在陽明山上也有住屋，所以其他家人們很少在此行館過夜，孫子夏季偶爾會上山陪伴祖父母度假，平常只有蔣中正夫婦在時候，行館內非常安靜。時任外圍侍衛的李登科說他幫內圍侍衛送蔣孝文、蔣孝勇來草山行館時，老蔣看到孫子來會很開心。孔二小姐、宋子安有時也會到山上來陪度假，就暫居旁邊的日式小屋內。蔣中正每年端午至中秋多住在這，直至1970年間陽明書屋落成，才遷居。
蔣中正身體狀況不佳後，雖然不到此行館住，但偶爾還是會要求侍衛開車來這兜風。蔣中正去世後，行館內部設備搬空。

### 活化

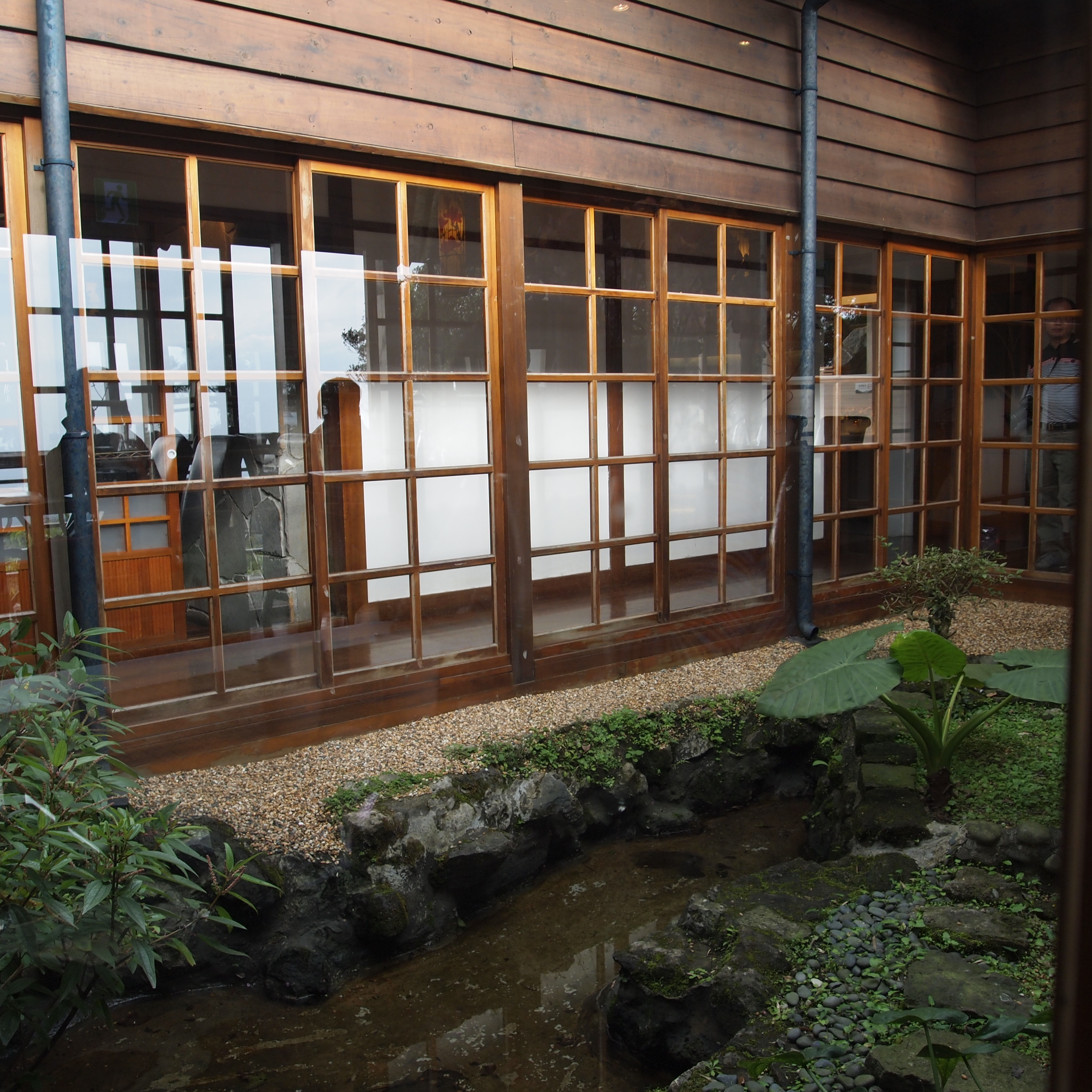
中庭花圃

陽明山管理局於1980年裁撤時，將草山行館交還台糖。裁撤後，方雲鶴等行館人員歸併公園處。台糖因土地屬於國有財產局，房屋維修困難，又無適當用途，所以委請台北市政府在1982年以新臺幣廿萬元購買。1984年間時，市府還曾編列預算進行整修，後來因預算不易編列就不了了之。
1992年8月24日，監察委員羅文富巡察台北市政府工務局時，建議工務局也將草山行館歸入公園，以供民眾休閒使用。1995年6月7日，前往巡視的市長陳水扁決定規畫闢設為藝術村。1998年8月28日，七夕情人節，陳水扁於行館主持點燈開幕儀式。但陳水扁市長落選後，政策終止，行館閒置。1998年11月2日，不再開放市民參觀。
1999年9月6日，台北市長馬英九由工務局副局長楊綱、公園處長蔡振聰等陪下巡視行館後，建議11日上任文化局局長的龍應台處理。10月14日，即將上任台北市文化局副局長的黃才郎評估未來作為藝文團體展演場地，視察松山菸廠及草山行館，對行館現狀感到可惜。公園處編列二千七百多萬元預算整修。這次再交李重耀負責時，因1949年設計工圖因牽涉官邸機密不能外流，年代久遠後也不知流落何方，他只好重劃設計圖。
修復後，市府決定將草山行館交由正經營錢穆故居、林語堂故居、張大千故居的佛光人文社會學院，以串聯成名人故居動線。蔣中正逝世廿八周年紀念日，2003年4月5日，馬英九主持開幕。主展廳以廬山行館取「美廬」；成為提供餐飲的外賓接待室取「飲和堂」；小型展覽用的宋美齡畫室兼臥室取「萃英堂」、作小型藝文沙龍的蔣中正書房兼臥房取「大雅堂」、作展覽與講座空間的客廳取「介壽堂」。開幕時，展示文物僅宋美齡一幅畫蘭花為真品，其他均是複製品，遭立法委員秦慧珠抱怨。
至於以一千七百萬修繕的隨扈宿舍是2004年11月6日啟用，以藝術家進駐作活化，首批為畫家李錫奇、報導文學作家王家祥、編舞家姚淑芬、古琴演奏家程惠德。因這些房舍門址是湖底路92號，取名為「九二藝文中心」。
台北市市政會議在2005年3月8日將草山行館通過為歷史建築，3月15日正式公告。

### 重建

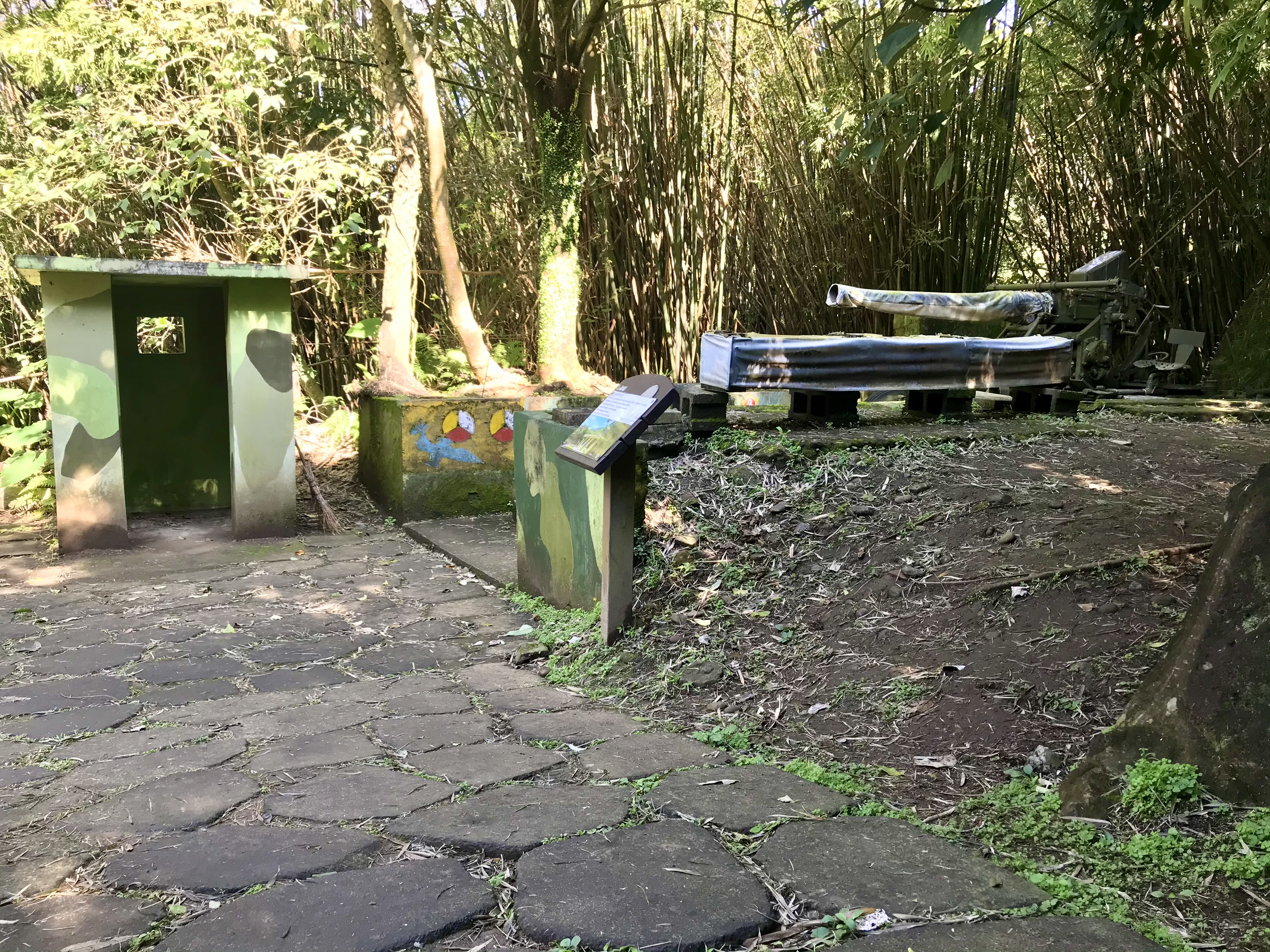
40砲陣地

2007年4月7日0時23分59秒，台北市政府消防局接到草山行館失火報案，消防第四大隊代理大隊長許景盛在0時30分帶領消防隊前來滅火，但到場時整棟已有一半以上起火，即使緊急布線射水，但為時已晚。由於當時雨霧甚大，消防隊一度以為是山區雜草引燃，經搶救，建物幾只剩大門石砌建物保留，餐廳全毀，其餘展示廳也只剩立牆。同一天，大溪蔣公行館遭到噴漆破壞。9日，北市文化局長李永萍舉行記者會，宣布成立應變處理小組。10日，消防局長熊光華、市刑大大隊長陳檡文、文化局長李永萍召開火災調查說明會，說明起火點是左方戶外座椅區餐廳西北角，有汽油殘留。19日，文化局草山行館緊急應變處理小組前來時，李重耀表示，原來的資料他都還有，重建應該沒有什麼問題。
對市府文化局擬修復重建，議員對此看法分歧：國民黨議會黨團書記長林奕華發言，過去蔡瑞月舞蹈社也曾遭祝融肆虐，雖屬年輕古蹟，但對臺灣舞蹈史有重要意義，議會也同意修復，不應以意識形態看待草山行館修復。台聯議員簡余晏主張蔣介石行館到處都是，若市府有心維護古蹟或歷史建物，應優先重建中山橋、臺灣總督府交通局鐵道部，而不是拿納稅錢，急著重建象徵蔣氏威權的紀念物。民進黨議員李建昌則持不同看法，表示目前使用重點已不在紀念，擺放文物供後人了解歷史足跡也無妨，重建後應漸漸轉型成為陽明山遊憩中心。
重建標案由李重耀與胡宗雄兩家建築師團隊競爭，出於外界意外由胡宗雄得標。李重耀團隊認為草山行館本就是溫泉行館，如果朝可住宿方向規畫，可嘉惠更多人來享用總統級服務。相較之下，胡宗雄傾向以原建築修復，提出先在工廠將屋舍的基礎架構完成，再載運至山上組裝，減少因天候影響施工的限制，獲評選委員肯定。李重耀團隊未獲青睞的另一個原因是，根據文建會相關規定，古蹟修復規畫設計或監造契約尚未完成，且未完成部分服務費累積超過一千五百萬元者，不得再投標或受託新辦案件。李重耀團隊當時正在執行李國鼎故居、士林官邸凱歌堂等修復工程，雖尚未到達《政府採購法》規定上限，但其工程量相當多，也是評選委員考量的重點之一。
2009年3月18日開工，修復費用三千四百五十萬元。木構使用越南進口檜木、屋瓦部分則全從日本進口。2010年4月22日完工，同年7月14日驗收完畢，7月20日向陽明山國家公園管理處申辦使用許可，2011年6月30日獲同意核發。修復後委外蘇杭餐館經營，2011年12月29日重新開放，台北市長郝龍斌揭牌。
2019年8月12日，北市文化局文資審議會，將草山行館隨扈房舍納入歷史建築範圍。

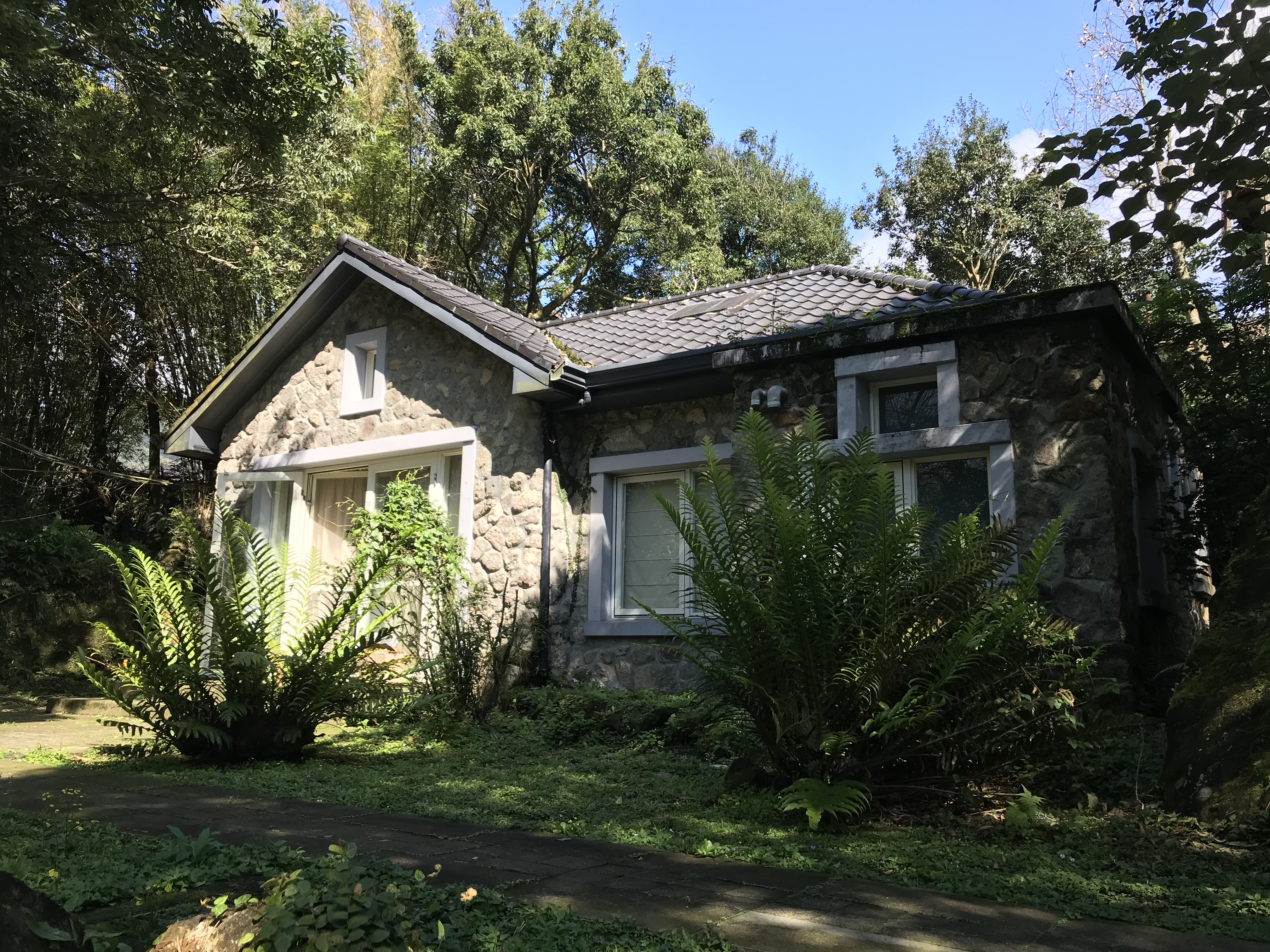
隨扈宿舍

## 外部連結
- 草山行館的Facebook專頁
- 官方网站